# Progarypus nigrimanus
Progarypus nigrimanus är en spindeldjursart som beskrevs av Volker Mahnert 200. Progarypus nigrimanus ingår i släktet Progarypus och familjen Olpiidae. Inga underarter finns listade i Catalogue of Life.